# 阴香
阴香（学名：Cinnamomum burmannii）属樟科，为常绿高大乔木。叶不规则对生或散生，革质，卵形至长卵形，长6－10厘米，宽2.5－4厘米；叶顶短渐尖，基部阔楔形；具明显离基三出脉，葉柄長0.6至1.2公分。脉腋无腺体，以此与香樟区别。圆锥花序生枝顶或叶腋，花被长5毫米，内外均被毛。果卵形，长8毫米，果托齿裂，齿顶端平。本种是阴香斜孢菌（旧称樟油盘孢）的模式寄主。
其叶可作芳香植物原料，亦可入药（味辛，气香，能祛风）。阴香的一个特殊化学型可产生天然右旋龙脑，被称为梅片树。阴香也提供木材，常在园林作绿化树、行道树。分布于海南，广东、广西、江西、浙江、福建、云南等地。
阴香皮乃阴香的树皮，又名广东桂皮（《中国树木分类学》、坎香草、阴草《生草药性备要》、山肉桂、山玉桂、香胶叶《岭南采药录》、胶桂、假桂枝、山桂、月桂、野玉桂、鸭母桂、香胶仔、潺桂。
阴香與同為肉桂屬的土肉桂外觀相似，兩者常互相混淆。

## 中医学
中医认为阴香有温中，散寒，祛风除湿，解毒消肿的功效，并能主治：治食少，腹胀，泄泻，脘腹疼痛，风湿，疮肿及跌打扭伤。

## 西醫學
西方科學證實陰香具有鎮痛、抗細菌、抗真菌、抗糖尿病、抗氧化、抗風濕、抗血栓形成和抗腫瘤活性。

## 外部連結
- 陰香, Yinxiang （页面存档备份，存于） 藥用植物圖像數據庫 (香港浸會大學中醫藥學院) （繁體中文）（英文）